# 高井場山
高井場山（たかいばやま）は、秋田県鹿角市にある標高668mの山である。

## 概要
大湯川（米代川水系支流）の行内沢（おこないざわ）と、荒川川（同水系支流小坂川支流）七滝沢に挟まれた稜線上にある。汁毛川（しるけがわ、小坂川支流）は、この山の南斜面にその源を発する。また、西斜面を流れる七滝沢の下流には、日本の滝百選に選ばれている七滝がある。
上向地区から七滝沢沿いに林道が設けられている。
江戸時代（文化年中）、この山から火石（火打石）が採掘されたとの記録がある。

## 伝承
この山の東側を水源とする行内沢はその昔、とてもきれいな水が流れていた。十和田湖を追われた八郎太郎は、この行内沢をせき止めて湖を造ろうとしたという伝承がある。